# لوسیفر (مجموعه تلویزیونی)
لوسیفر  (انگلیسی: Lucifer) مجموعه تلویزیونی خیال‌پردازی شهری آمریکایی به سبک جنایی کمدی درام تهیه شده توسط تام کاپینوس است که فصل اول آن در شبکهٔ فاکس از ۲۵ ژانویه ۲۰۱۶ پخش شد. در این مجموعه شخصیتی اقتباس شده از شخصیت‌های ایجاد شده توسط نیل گیمن همراه با سم کیت و مایک درینگن‌برگ به عنوان یک شخصیت جانبی در سری کتاب‌های کمیک سندمن بود، که بعدها اسپین‌آفی از سندمن حول این شخصیت با عنوان سری کتاب‌های کمیک لوسیفر توسط مایک کری نوشته شد، هر دو توسط انتشارات ورتیگو از کمپانی دی‌سی کامیکس منتشر شده است.
در آوریل ۲۰۱۶، مجموعه برای فصل دوم به تعداد ۱۸ قسمت تمدید شد که از ۱۹ سپتامبر ۲۰۱۶ تا ۲۹ مه ۲۰۱۷ پخش شد. فصل سوم نیز از اکتبر ۲۰۱۷ تا مه ۲۰۱۸ در ۲۶ قسمت پخش گردید. در ۱۱ مه ۲۰۱۸، فاکس ساخت این مجموعه را پس از سه فصل متوقف کرد. اما یک ماه بعد به دلیل اعتراضات شدید هواداران، نتفلیکس کار ساخت فصل چهار مجموعه به تعداد ۱۰ قسمت را به عهده گرفت که در ۸ مه سال ۲۰۱۹ پخش آن شروع شد. در ۶ ژوئن ۲۰۱۹، نت‌فلیکس مجموعه را برای فصل پنجم متشکل از ۱۶ قسمت در دو بخش ۸ قسمتی تمدید کرد و تاریخ انتشار بخش اول را سال ۲۰۲۰ و بخش دوم را ۲۸ مه ۲۰۲۱ اعلام کرده است.
در تاریخ ۲۳ ژوئیه ۲۰۲۰ نتفلیکس لوسیفر را برای فصل ششم و آخر تمدید کرد.

## اساس و مقدمه

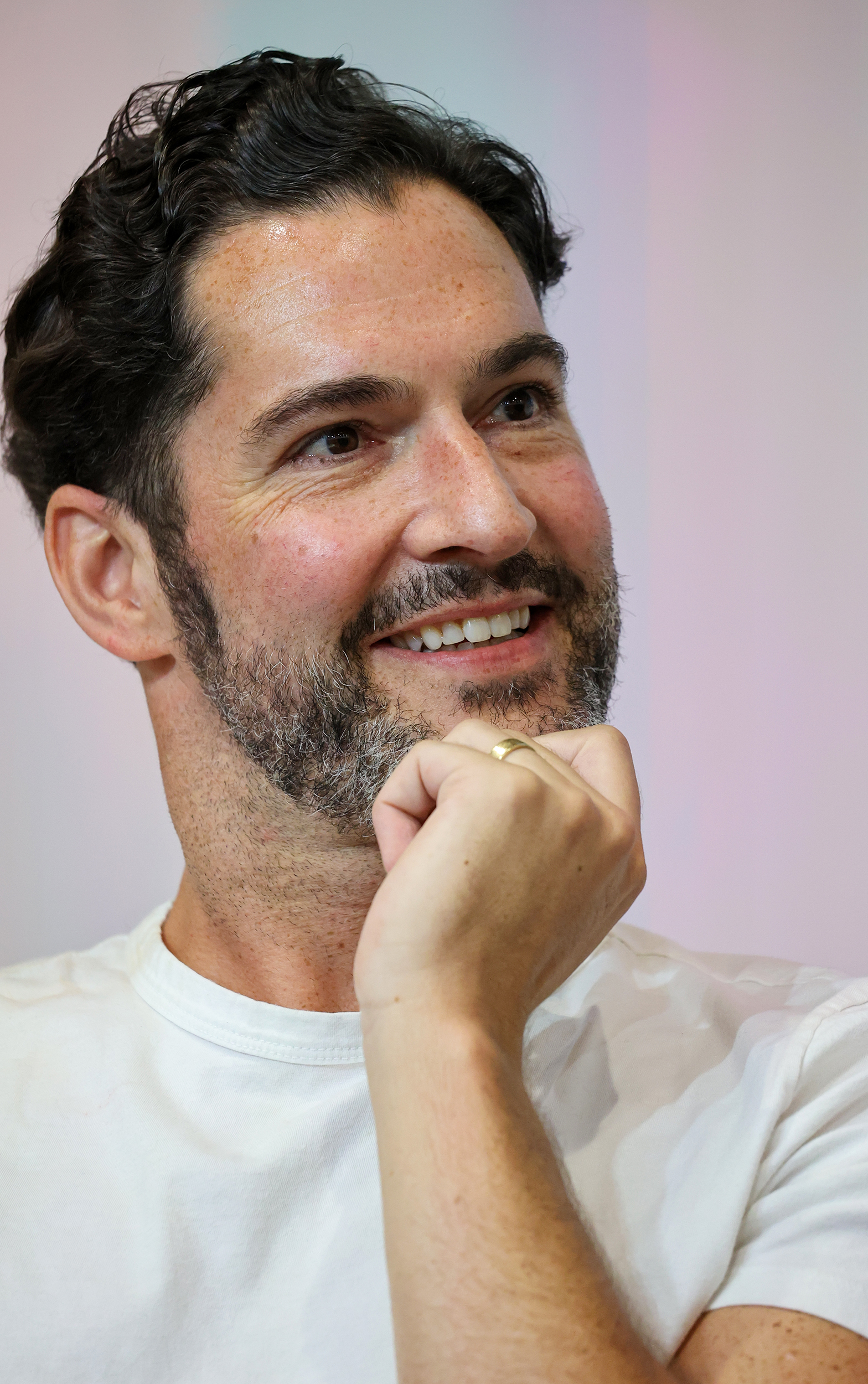
تام الیس در نقش لوسیفر مورنینگ‌استار

داستان این مجموعه دربارهٔ لوسیفر مورنینگ‌استار (تام الیس)، فرشته‌ای جذاب و قدرتمند است که به دلیل شورش از بهشت بیرون انداخته شده است. لوسیفر، به عنوان شیطان، خسته از گذراندن میلیون‌ها سال به عنوان ارباب جهنم و مجازات کردن گناهکاران، از زندگی‌اش در جهنم بی‌حوصله و ناراضی می‌شود؛ بنابراین برای مخالفت با پدرش (خدا)، تاج و تخت خود را رها کرده و پادشاهیش را به سمت لس آنجلس، جایی که کلوپ‌شبانه خود، لاکس را اداره می‌کند، رها می‌کند. لوسیفر هنگامی که درگیر پرونده قتلی می‌شود، با کاراگاه کلویی دِکِر (لارن جرمن) ملاقات می‌کند. لوسیفر پس از کمک به اداره پلیس لس آنجلس (ال.ای.پی. دی) در حل پرونده قتل با استفاده از قدرتش در فهمیدن خواسته‌های درونی افراد، به عنوان مشاور، به کلویی در تحقیقات بعدی کمک می‌کند. در این سریال، آن‌ها هنگام حل پرونده با موجودات ماورایی مواجه شده و رابطه‌ای میانشان شکل می‌گیرد.

## بازیگران و شخصیت‌ها
- تام الیس[۶] در نقش لوسیفر مورنینگ‌استار: که خسته و ناراضی به عنوان ارباب جهنم از تاج و تخت خود استعفا و پادشاهی خود را رها می‌کند. در لس آنجلس در حالی که کلوپ شبانه خود را به نام لاکس اداره می‌کند، تبدیل به یک مشاور برای اداره پلیس لس آنجلس می‌شود. در میان دیگر قدرت‌های او، او قدرتی مافوق طبیعی آگاهی از خواسته‌های پنهان هر فرد را دارد و می‌تواند آن‌ها را وادار به گفتن حقیقت کند. او با استفاده از این توانایی لذت می‌برد که گناهکاران را در مکان‌های عمومی افشا کند،[۷] او به‌طور معمولی در مورد هویت خود صحبت می‌کند اما معمولاً کسی حرف‌های او را باور نمی‌کند. (فصل ۱ تا ۶)
- لورن جرمن در نقش کارآگاه کلوئی دِکِر:[۸][۹][۱۰][۱۱] یک کارآگاه جنایی در لس آنجلس است که با لوسیفر راز پشت جنایات را حل می‌کند. لوسیفر به او علاقه‌مند است چون قدرت مافوق بشری‌اش بر کلوئی اثر نمی‌کند. چون از قبل طی حادثه‌ای که در آن او به درگیری با پلیس لس آنجلس در مورد یک تیراندازی به پلیس بوده، او در حال حاضر توسط افسران همکارش طرد شده است. (فصل ۱ تا ۶)
- کوین آلخاندرو[۱۲] به عنوان دَن اسپینوزا: یک کارآگاه جنایی لس آنجلس و شوهر سابق کلوئی است. او به دلیل رابطهٔ لوسیفر با کلویی و دخترش تریکسی، از او بیزار است. (فصل ۱ تا ۶)
- دی. بی. وودساید[۱۳] به عنوان اَمِنِدیل: فرشته‌ای تیره بال و برادر لوسیفر است که به لس آنجلس می‌رسد و به تشویق او برای بازگشتن به جهنم می‌پردازد و می‌گوید زندگی جدید او بر روی دنیای انسان‌ها باعث برهم زدن تعادل زمین می‌شود. (فصل۱تا۶)
- لزلی-ان برنت در نقش مزیکین (مِیز): محرم و متحد لوسیفر مورنینگ استار است. او رهبر جنگ لی‌لین است، نژادی از تبار لیلیث دارد، و به عنوان یک متصدی بار درکلاب لوسیفر (لاکس) مشغول است. او یک علاقهٔ پنهان به لوسیفر دارد که خود لوسیفر از آن علاقه خبر ندارد و فاحش نمی‌شود. (فصل ۱ تا ۶)[۱۴]
- اسکارلت استیوز[۱۵] به عنوان بئاتریس با نام مستعار تریکسی: دختر کلوئی و دن است که از دیدن لوسیفر بسیار حیرت‌زده است (برعکس لوسیفر از کودکان بیزار است). (فصل ۱ تا ۶)
- ریچل هاریس[۱۳] در نقش دکتر لیندا مارتین: روان‌شناس درمانگر لوسیفر، کسی که در ابتدا با او دارای رابطه جنسی است با توجه به قدرتی که لوسیفر دارد. (فصل ۱ تا ۶)
- کوین رانکین در نقش کاراگاه مالکولم گراهام. (فصل ۱)
- تریشا هلفر در نقش شارلوت ریچاردز/مامان (فصل ۲ و ۳ و ۵): مادر لوسیفر و اَمِندیل و همچنین همسر تبعید شدهٔ خدا است که از زندانش واقع در جهنم فرار کرده است.
- ایمی گارسیا در نقش الا لوپز :به عنوان دکتر پزشک قانونی اداره پلیس لس‌آنجلس. (فصل ۲ تا ۶)
- تام ولینگ در نقش ستوان مارکوس پیرس / کین / قابیل. (فصل ۳)
- اینبار لاوی در نقش ایو، نخستین زن آفریده شده توسط خداوند که برای دیدن عشقش لوسیفر بهشت را ترک می‌کند. (فصل ۴تا۶)
- برایانا هیلدبرند در نقش ارورا مورنینگ‌استار: دختر لوسیفر و کلویی که به دلایلی از دست پدر خود عصبانی است. (فصل ۶)

## قسمت‌ها
سریال لوسیفر دارای ۶ فصل و در مجموع ۹۳ قسمت است. پیش‌تر ساخت این سریال بر عهدهٔ فاکس بود و نت‌فلیکس ساخت فصل ۴ و ۵ و ۶ را بر عهده گرفته است؛ همچنین فصل سوم با ۲۶ قسمت طولانی‌ترین فصل این سریال است. فصل ۶ و پایانی این سریال هم در تاریخ ۱۰/سپتامبر/۲۰۲۱(۱۹ شهریور) در ۱۰ اپیزود از نتفلیکس پخش شد.

## پخش
پخش در آمریکا از شبکهٔ شبکه رسانه‌ای فاکس صورت می‌گیرد. سریال همچنین در بریتانیا از شبکه Amazon Prime و در استرالیا از FX پخش شده است. لوسیفر همچنین در آفریقای جنوبی در DSTv express با اختلاف ۲۴ ساعت از آمریکا پخش می‌شود.
فصل چهار، پنج و شش لوسیفر (Lucifer) نیز از شبکه نتفلیکس پخش شد.